# Диференціал (математика)

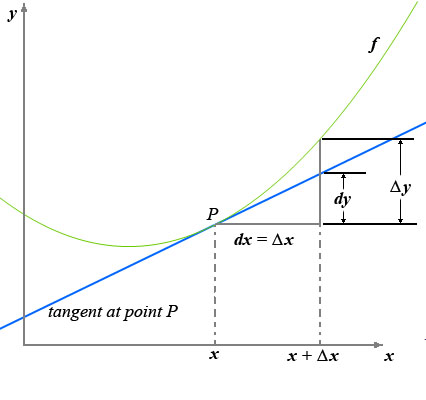
Приріст та лінійна частина приросту функції однієї змінної

Диференціал в математиці — головна, лінійна відносно приросту аргументу, частина приросту функції або відображення.
В математичному аналізі диференціал традиційно вважається нескінченно малим приростом змінної. Наприклад, якщо x — змінна, тоді приріст значення x часто позначається Δx (чи δx, якщо цей приріст малий). Диференціал dx також є таким приростом, але нескінченно малим. Варто зазначити, що таке визначення не є математично строгим, але воно зручне для розуміння, також існує багато способів зробити визначення математично точнішим.
Головна властивість диференціалу: якщо y функція від x, тоді диференціал dy від y пов'язаний з dx формулою:
{\displaystyle \mathrm {d} y={\frac {\mathrm {d} y}{\mathrm {d} x}}\,\mathrm {d} x,}
де dy/dx позначає похідну від y по змінній x. Ця формула підсумовує інтуїтивне твердження, що похідна y по змінній x це границя відношення приростів Δy/Δx де Δx прямує до нуля.
1. Диференціал як лінійне відображення. Цей підхід є основою визначення повної похідної і зовнішньої похідної в диференціальній геометрії.[1]
2. Диференціал як нільпотентний елемент в комутативних кільцях. Такий підхід популярний в алгебраїчній геометрії.[2]

Ці підходи дуже різні, але їх об'єднує ідея кількісного, тобто важливо сказати, що диференціал не тільки нескінченно малий, а наскільки саме він малий.

## Історія і використання
Нескінченно малі величини грали значну роль в розвитку математичного аналізу. Архімед використовував їх, хоча він і не вірив, що твердження з нескінченно малими величинами можуть бути точні. Бхаскара II розробив концепцію диференціального відображення нескінченно малих змін. Шараф аль-Дін аль-Тусі використовував їх для обчислення похідної кубічного рівняння. Ісаак Ньютон називав їх похідними. Проте Лейбніц був перший хто застосував термін диференціал до нескінченно малих величин, а також придумав позначення похідної, яке використовується дотепер.
В позначенні Лейбніца, якщо x — змінне число тоді dx позначає нескінченно малий приріст змінної x. Таким чином, якщо y функція від x, тоді похідна y по змінній x часто позначається {\displaystyle {\frac {\mathrm {d} y}{\mathrm {d} x}}}, що також може бути записано (позначення Ньютона чи Лагранжа) {\displaystyle {\dot {y}}(x)} чи {\displaystyle y'(x)}. Використання диференціалів в такій формі спровокувало багато критики, наприклад знаменитий памфлет The Analyst єпископа Берклі. В будь-якому разі таке позначення залишилось популярним, тому що воно наочно відображає принцип, що похідна функції y(x) дорівнює нахилу функції в точці, що можна отримати, якщо обчислити границю відношення {\displaystyle {\frac {\Delta \,y}{\Delta \,x}}} приросту y в залежності від приросту x, якщо приріст x прямує до нуля. Диференціали також застосовують в аналізі розмірності, де диференціал наприклад dx маю таку саму розмірність як і змінна x.
Сума Рімана є певного виду наближенням інтегралу за допомогою скінченної суми. Вона названа на честь німецького математика із дев'ятнадцятого століття Бернгарда Рімана. Його одним із самих загальних застосувань є апроксимація площі, що обмежують графіки функцій або криві, а також довжини кривих і інші наближення.
Диференціал використовують в позначенні інтеграла, тому що інтеграл можна вважати нескінченною сумою нескінченно малих величин: площа під графіком функції обчислюється як сума площ нескінченно тонких стрічок. У виразі
{\displaystyle \int f(x)\,{\mathrm {d} }x,}
знак інтеграла (витягнуте s) означає нескінченну суму, f(x) позначає 'висоту' тонкої стрічки, а диференціал dx позначає нескінченно тонку ширину.

## Формальні означення

Якщо функція зростає на відрізку то на цьому відрізку знаки та співпадають - при збільшенні збільшується й а при зменшенні зменшується й (графік ліворуч на малюнку). Якщо ж функція спадає на цьому відрізку, то у будь-якій його точці знаки та протилежні.

Диференціал функції

Об'єм куба - функція від довжини його сторони, {\displaystyle V=x^{3}.} За рахунок лінійного термічного розширення сторони куба збільшуються, а тому збільшується і його об'єм. Якщо довжина сторони куба мала значення {\displaystyle x} і збільшилася на {\displaystyle h,} то вона прийме значення {\displaystyle x+h} і об'єм куба стане рівним {\displaystyle (x+h)^{3}.} Величина, на яку збільшиться його об'єм, буде складати {\displaystyle (x+h)^{3}-x^{3}.} Цю різницю називають прирощенням об'єму куба, а число {\displaystyle h}, яке показує, на скільки збільшилася довжина сторони куба, називається прирощенням його довжини. У математиці прирощення якої-небудь величини позначається {\displaystyle \Delta x,} де {\displaystyle \Delta } - велика грецька літера "дельта", яка нагадує про латинське слово differentia - "різниця". 
Якщо {\displaystyle y=f(x)} - деяка функція й {\displaystyle x} прирощується, {\displaystyle \Delta x,} то змінюється й значення функції, в результаті чого вона отримує деяке прирощення {\displaystyle \Delta y.} Щоб обчислити це прирощення, необхідно: 
- знайти значення функції при початковому значенні аргумента, тобто {\displaystyle y=f(x)};
- знайти нове значення аргумента, тобто {\displaystyle x+\Delta x};
- знайти нове значення функції, тобто {\displaystyle f(x+\Delta x)};
- з нового значення функції відняти початкове її значення,тобто {\displaystyle \Delta y=f(x+\Delta x)-f(x).}

Наприклад, прирощення функції {\displaystyle y=x^{3}} має вигляд {\displaystyle \Delta y=3x^{2}\Delta x+3x\Delta x^{2}+\Delta x^{3};} це прирощення можна записати наступним чином: {\displaystyle \Delta y=3x^{2}\Delta x+(3x\Delta x+\Delta x^{2})\Delta x.} Воно складається з двох доданків {\displaystyle 3x^{2}\Delta x} та {\displaystyle [3x\Delta x+(\Delta x)^{2}]\Delta x.} Перший доданок пропорційний прирощенню аргументу {\displaystyle \Delta x.} Другий доданок складніший, залежить від {\displaystyle \Delta x.} Але за малих {\displaystyle \Delta x} він набагато менший, ніж {\displaystyle 3x^{2}\Delta x,} тому що є добутком {\displaystyle \Delta x} на вираз {\displaystyle 3x\Delta x+(\Delta x)^{2},} який прямує до нуля за {\displaystyle \Delta x\to 0.}
| {\displaystyle \Delta x} | {\displaystyle \Delta y} | {\displaystyle 3x^{2}\Delta x} | {\displaystyle [3x\Delta x+(\Delta x)^{2}]\Delta x} |
| ------------------------ | ------------------------ | ------------------------------ | --------------------------------------------------- |
| 0,1                      | 0,331                    | 0,3                            | 0,031                                               |
| 0,01                     | 0,030301                 | 0,03                           | 0,000301                                            |
| 0,001                    | 0,003003001              | 0,003                          | 0,000003001                                         |

Таким чином, доданок {\displaystyle 3x^{2}\Delta x}, який є пропорційним {\displaystyle \Delta x}, за малих значень {\displaystyle \Delta x} є головною частиною прирощення функції. Такий доданок називається диференціалом й позначається {\displaystyle dy=3x^{2}\Delta x.} Він залежить не лише від {\displaystyle \Delta x}, але й від {\displaystyle x.} Наприклад, для функції {\displaystyle y=x^{3}} при {\displaystyle x=1} та {\displaystyle \Delta x=0,1} він дорівнює {\displaystyle dy=1,2.} У випадку {\displaystyle \Delta x=0,01} та {\displaystyle x=1} диференціал {\displaystyle dy=0,03.}
Прирощення функції {\displaystyle y=x^{2}} має вигляд {\displaystyle \Delta y=(x+\Delta x)^{2}-x^{2}=2x\Delta x+(\Delta x)^{2}.} Доданком, пропорційним {\displaystyle \Delta x,} є {\displaystyle 2x\Delta x.} Цей доданок і є диференціалом заданої функції: {\displaystyle dy=2x\Delta x=2x\,dx.} Формула для диференціалу {\displaystyle y=x^{2}} має простий геометричний сенс. Оскільки {\displaystyle S=x^{2}} - площина квадрата, сторона якого має довжину {\displaystyle x,} то {\displaystyle \Delta S} - площина фігури, на яку її площа збільшується. Зрозуміло, що за малих {\displaystyle \Delta x} головну частину цієї площини складає площина двох прямокутників, яка дорівнює {\displaystyle 2x\Delta x,} тобто диференціалу функції {\displaystyle S=x^{2}.} Вираз {\displaystyle (\Delta x)^{2}} - площина квадратика, яка нескінченно мала у порівнянні із {\displaystyle \Delta x.}

### Випадок однієї змінної
Нехай в околі точки {\displaystyle x_{0}} задана функція {\displaystyle f(x):X\rightarrow Y}.
нехай існує таке {\displaystyle A}, що {\displaystyle f(x)-f(x_{0})=A(x-x_{0})+o(x-x_{0})} при {\displaystyle x\rightarrow x_{0}}.
Позначимо {\displaystyle x-x_{0}=dx}.
Тоді функція {\displaystyle df=Adx} називається диференціалом функції {\displaystyle f(x)} в точці {\displaystyle x_{0}}.

### Випадок багатьох змінних
Приклад 1. Нехай в околі точки {\displaystyle {\overrightarrow {x_{0}}}=\{x_{0}^{1},x_{0}^{2},...,x_{0}^{n}\}} задана функція багатьох змінних {\displaystyle f({\overrightarrow {x}}):X\rightarrow Y}.
Нехай існує такий вектор {\displaystyle {\overrightarrow {A}}=\{A^{1},A^{2},...,A^{n}\}}, що {\displaystyle f({\overrightarrow {x}})-f({\overrightarrow {x_{0}}})={\overrightarrow {A}}({\overrightarrow {x}}-{\overrightarrow {x_{0}}})+o({\overrightarrow {x}}-{\overrightarrow {x_{0}}})} при {\displaystyle {\overrightarrow {x}}\rightarrow {\overrightarrow {x_{0}}}}, де добуток векторів є скалярним добутком.
Позначимо {\displaystyle {\overrightarrow {x}}-{\overrightarrow {x_{0}}}={\overrightarrow {dx}}=\{{dx}^{1},{dx}^{2},...,{dx}^{n}\}}.
Тоді функція {\displaystyle df={\overrightarrow {A}}{\overrightarrow {dx}}} називатиметься диференціалом функції {\displaystyle f({\overrightarrow {x}})} в точці {\displaystyle {\overrightarrow {x_{0}}}}.

Приклад 2. Тепер нехай {\displaystyle \Delta f=f(x_{1}+\Delta x_{1},x_{2}+\Delta x_{2},...,x_{n}+\Delta x_{n})-f(x_{1},x_{2},...,x_{n}),} приріст функції {\displaystyle f(x_{1},x_{2},...,x_{n}).} Неперервність частинних похідних {\displaystyle {\frac {\partial f}{\partial x_{i}}}} є умовою, достатньою для існування диференціалу. У цьому випадку
{\displaystyle \Delta f=\sum _{i=1}^{n}{\frac {\partial f}{\partial x_{i}}}\Delta x_{i}+R_{1},}
де {\displaystyle R} нескінченно мале у порівнянні із {\displaystyle {\sqrt {\Delta x_{1}^{2}+\Delta x_{2}^{2}+...+\Delta x_{n}^{2}}}.} Вираз {\displaystyle df=\sum _{i=1}^{n}{\frac {\partial f}{\partial x_{i}}}\Delta x_{i}} є диференціалом функції багатьох змінних.

### Відображення між евклідовими просторами
Диференціал відображення - головна, лінійна відносно приросту аргументу, частина відображеня, яка задається деякою матрицею. Також поняття диференціала можна ввести для відображення між евклідовими просторами ƒ Rn → Rm. Нехай x,Δx ∈ Rn — два вектори в просторі Rn. Зміна значення функції ƒ при зміні аргументу на Δx рівна:
{\displaystyle \Delta f=f(\mathbf {x} +\Delta \mathbf {x} )-f(\mathbf {x} ).}
Якщо існує m × n матриця A для якої
{\displaystyle \Delta f=A\Delta \mathbf {x} +\|\Delta \mathbf {x} \|{\boldsymbol {\varepsilon }}}
де вектор ε → 0 при Δx → 0, тоді ƒ називається диференційовною в точці x. Матриця A називається матрицею Якобі, а лінійне перетворення, що ставить у відповідності вектору Δx ∈ Rn вектор AΔx ∈ Rm називається диференціалом dƒ(x) відображення ƒ в точці x.

### Відображення між многовидами
Диференціал в точці {\displaystyle x\in M} гладкого відображення із гладкого многовиду в многовид {\displaystyle F\colon M\to N} визначається як лінійне відображення між дотичними просторами в точках {\displaystyle x\in M} і {\displaystyle F(x)\in N,} тобто {\displaystyle dF\colon T_{x}M\to T_{F(x)}N,} таке що для довільної гладкої в точці F(x) функції {\displaystyle g\colon N\to \mathbb {R} } виконується рівність:
{\displaystyle dF(X)g=X(g\circ F),\quad \forall X\in T_{x}M.}